# Dietrich Preyer

Dietrich Preyer

Wilhelm Dietrich Cornelius Preyer (* 6. Mai 1877 in Düsseldorf; † 19. März 1959 in Berlin) war ein deutscher Offizier, Hochschullehrer und Politiker (DNVP).

## Leben und Beruf
Preyer war der Sohn des Kunstmalers Ernest Preyer und dessen Frau Agnes Laura Carolina (geborene Busch). Nach dem Besuch des Gymnasiums in Düsseldorf und dem Abitur am Gymnasium in Dessau begann er ein Studium an der Universität Lausanne. Kurz darauf verließ er die Universität, trat stattdessen in den Dienst der preußischen Armee ein und wurde 1895 Offizier der Feldartillerie in Straßburg. Nach einem Dienstunfall wurde er 1904 aus der Armee entlassen. Anschließend nahm er ein Studium der Rechts- und Staatswissenschaften an den Universitäten in Greifswald, Cambridge, Königsberg und Moskau auf, das er 1907 mit dem ersten juristischen Staatsexamen beendete. Er promovierte 1908 an der Universität Königsberg zum Dr. phil. und war in der Folgezeit als wissenschaftlicher Mitarbeiter für die Finanzreform im Reichsschatzamt tätig. Von 1909 bis 1911 wirkte er als Sektionschef beim Internationalen Landwirtschaftsinstitut in Rom.
Nach der Promotion zum Dr. jur. 1911 an der Ernst-Moritz-Arndt-Universität Greifswald und der Habilitation (Nationalökonomie) an der Albert-Ludwigs-Universität Freiburg 1913 war Preyer als Dozent an der Universität Straßburg tätig. Seit August 1914 nahm er als Soldat am Ersten Weltkrieg teil. Er erlitt in der Schlacht bei Tannenberg eine Schussverletzung und wurde im August 1918 aus dem Kriegsdienst entlassen. Einen Monat später erhielt er einen Lehrauftrag für Nationalökonomie an der Landesuniversität Dorpat. 1919 wechselte er als außerordentlicher Professor an die Königsberger Albertina, wo er 1921 zum ordentlichen Professor ernannt wurde. Im Januar 1933 wurde Preyer zum Rektor der Universität Königsberg gewählt; im April 1933 folgte seine Wiederwahl als Rektor. Im Oktober 1933 wurde er nach Konflikten mit der nationalsozialistischen Studentenführung als Professor an die Westfälische Wilhelms-Universität in Münster versetzt. Seit 1935 lehrte er als Professor an der Universität Greifswald. Neben seiner Tätigkeit als Hochschullehrer veröffentlichte er zahlreiche wirtschaftspolitische Schriften.
Gemäß sowjetischem Archivmaterial war Preyer von 1929 bis 1932 gegen Bezahlung als Wirtschaftsspion für die sowjetische Auslandsaufklärung tätig. Dabei soll er Interna aus Kreisen der deutschen Wirtschaft sowie Abschriften von Patenten und technologischen Abläufen geliefert haben.

## Politik
Preyer war von 1918 bis 1933 Mitglied der DNVP und von 1920 bis 1933 stellvertretender Vorsitzender der DNVP in Ostpreußen. Von 1921 bis 1924 war er Mitglied des Preußischen Landtages. Bei der Reichstagswahl im Dezember 1924 wurde er in den Deutschen Reichstag gewählt, dem er bis 1930 angehörte.